# Príncipe de Gerona
Príncipe o princesa de Gerona es uno de los títulos que ostenta el heredero o heredera al trono de España, procedente de los títulos del sucesor al trono del Reino de Aragón , junto con los de duque de Montblanch, conde de Cervera y señor de Balaguer. Desde 2014, su titular es Leonor de Borbón y Ortiz.

## El título en la Corona de Aragón
El título de príncipe de Gerona proviene del Reino de Aragón , concretamente de un diploma fechado el 21 de enero de 1351, en que el rey Pedro IV de Aragón otorgó a su heredero Juan el título de duque de Gerona, el cual abarcaba territorios de los condados de Gerona, Besalú, Ampurias y Osona. Juan fue el único duque de Gerona, pero su papel en la administración pública del reino fue poco relevante frente a las denominaciones de primogénito y Gobernador General. 
En el volumen I de las Constituciones y otros derechos de Cataluña dentro del apartado de Genealogía de los Reyes de Aragón y Condes de Barcelona se cita que Juan I de Aragón, hijo de Pedro IV de Aragón, tuvo un hijo, Jaime, al que concedieron el título de Delfín de Gerona. Sin embargo, esta denominación de Delfín solo fue una denominación de honor empleada en la correspondencia privada del monarca y no trascendió al ámbito legal de la administración pública del reino.
En febrero de 1414 el rey Fernando I de Antequera invistió a su primogénito, el futuro Alfonso V de Aragón como príncipe de Gerona, rescatando de nuevo la idea de otorgar al príncipe de un título que lo situara por encima de la nobleza, y considerando que el título de duque era insuficiente, lo enalteció erigiendo el principado de Gerona, equiparando su rango al principado de Asturias. Sin embargo, este acto no iba acompañado aun con la creación jurídica del principado, lo que se produjo el 19 de febrero de 1416, debido a las negociaciones con la ciudad de Gerona, ya que suponía salir del dominio del rey. Alfonso fue así el primer príncipe de Gerona y el único que asumió el título en una ceremonia oficial celebrada en Zaragoza.
El título sin embargo, no estuvo necesariamente ligado a la condición de heredero de la Corona de Aragón primero, ya que tras su extinción al acceder al trono Alfonso V en 1416, y fallecer este en 1458, su sucesor Juan II no lo recuperó ni para su hijo Carlos de Viana, que de todas maneras fue jurado heredero en 1461. Solo con el matrimonio de Fernando II de Aragón con Isabel I de Castilla y el nacimiento de un varón Juan, que fue reconocido como príncipe de Asturias, el rey recreó de nuevo el título de príncipe de Gerona, para equipararlo en rango al de Asturias, despojando a ambos de jurisdicción señorial sobre territorios.
Con posterioridad el título de príncipe de Gerona estuvo vinculado a los herederos a la Corona de Aragón y luego a la de España. Desde el tiempo de los Reyes Católicos los herederos de la Corona eran denominados desde su nacimiento como príncipes de Asturias y Gerona, denominación que las Cortes aragonesas dejaban de lado a la hora del juramento, porque este se refería al sucesor al trono y no al título de príncipe en sí mismo. Desde el siglo XVII cayó en desuso las denominaciones de príncipe de Asturias y de Gerona, por la de príncipe de las Españas. Tras el fallecimiento del príncipe Baltasar Carlos en 1646 el título quedó extinguido de hecho. Tras la Guerra de Sucesión y en aplicación de los decretos de Nueva Planta, el título dejó definitivamente de ser utilizado por el heredero de la Corona de España. 
En cualquier caso, este título nunca tuvo una continuidad, y no alcanzó la trascendencia para los reyes de Aragón que tuvo para los de Castilla, Francia o Inglaterra, ya que se constituyó como un conjunto de territorios dispersos y sin tradición anterior de homogeneidad política, y se diseñó como una dignidad efímera, pues revertía al patrimonio regio en cuanto no hubiera un heredero a la Casa Real. Ni siquiera con Fernando I de Antequera y su conversión de ducado a principado, tuvo mayor realce este título. En toda su historia, solo se utilizó tres veces el título creado expresamente para el heredero al trono aragonés, y siempre conllevó las protestas de las autoridades gerundenses, que se veían perjudicadas en sus atribuciones.

## Situación actual
Don Juan de Borbón, conde de Barcelona y Jefe de la Casa Real Española en el exilio, decidió que su hijo Juan Carlos utilizase el título de Príncipe de Gerona en su pasaporte. En 1961, en el comunicado de la Casa Real del Compromiso de Juan Carlos de Borbón con Sofía de Grecia, se nombró al entonces príncipe como Príncipe de Asturias, Gerona y Viana, recuperando así Don Juan la tradición de Los Austrias.
Este título, junto con los principados de Asturias y Viana lo ostentó cuando aún era príncipe el rey Felipe VI del 21 de enero de 1977, al ser así nombrado por el Real Decreto 54/1977 en el BOE del 22 de enero de 1977 en su condición de heredero de la Corona española, hasta el 19 de junio de 2014, cuando accedió al trono de España. La actual titular es Leonor de Borbón, hija del anterior y heredera al trono.

## Lista de príncipes de Gerona
| Duques de Gerona (Corona de Aragón)       |  |                                                  |                          |                          |                          |             |
| 1.º                                       |  | Juan de Aragón Aragón (1350 - 1396)              | Pedro IV (su padre)      | 1351                     | 1387                     | Juan I      |
| 2.º                                       |  | Jaime de Aragón Aragón (1382 - 1388)             | Juan I (su padre)        | 1382                     | 1388                     | [ 10 ]      |
| 3.º                                       |  | Fernando de Aragón Aragón (1389)                 | Juan I (su padre)        | 1389                     | 1389                     | [ 10 ]      |
| 4.º                                       |  | Pedro de Aragón Aragón (1394)                    | Juan I (su padre)        | 1394                     | 1394                     | [ 10 ]      |
| Príncipes de Gerona (Corona de Aragón)    |  |                                                  |                          |                          |                          |             |
| 5.º                                       |  | Alfonso de Aragón Trastámara (1396 - 1458)       | Fernando I (su padre)    | 1414                     | 2 de abril de 1416       | Alfonso V   |
| 6.º                                       |  | Fernando de Aragón Trastámara (1452 - 1516)      | Juan II (su padre)       | octubre de 1461          | 20 de enero de 1479      | Fernando II |
| 7.º                                       |  | Juan de Aragón Trastámara (1478 - 1497)          | Fernando II (su padre)   | 1481                     | 4 de octubre de 1497     | [ 10 ]      |
| 8.º                                       |  | Miguel de la Paz Avís (1423 - 1483)              | Fernando II (su abuelo)  | 22 de septiembre de 1498 | 20 de julio de 1500      | [ 10 ]      |
| 9.º                                       |  | Juana de Castilla Trastámara (1479 - 1555)       | Fernando II (su padre)   | 1502                     | 23 de enero de 1516      | [ 12 ]      |
| Príncipes de Gerona (Monarquía Hispánica) |  |                                                  |                          |                          |                          |             |
| 10.º                                      |  | Felipe de Austria Austria (1527 - 1598)          | Carlos I (su padre)      | 1542                     | 15 de enero de 1556      | Felipe II   |
| 11.º                                      |  | Carlos de Austria Austria (1545 - 1568)          | Felipe II (su padre)     | 23 de enero de 1564      | 24 de julio de 1568      | [ 10 ]      |
| 12.º                                      |  | Fernando de Austria Austria (1571 - 1578)        | Felipe II (su padre)     | (1573-1578)              | (1573-1578)              | [ 10 ]      |
| 13.º                                      |  | Diego de Austria Austria (1575 - 1582)           | Felipe II (su padre)     | (1580-1582)              | (1580-1582)              | [ 10 ]      |
| 14.º                                      |  | Felipe de Austria Austria (1578 - 1621)          | Felipe II (su padre)     | 9 de noviembre de 1585   | 13 de septiembre de 1598 | Felipe III  |
| 15.º                                      |  | Felipe de Austria Austria (1605 - 1665)          | Felipe III (su padre)    | (¿-1621)                 | (¿-1621)                 | Felipe IV   |
| 16.º                                      |  | Baltasar Carlos de Austria Austria (1629 - 1646) | Felipe IV (su padre)     | 1645                     | 9 de octubre de 1646     | [ 10 ]      |
| 17.º                                      |  | Felipe Próspero de Austria Austria (1657 - 1661) | Felipe IV (su padre)     | (¿-1661)                 | (¿-1661)                 | [ 10 ]      |
| 18.º                                      |  | Carlos de Austria Austria (1661 - 1700)          | Felipe IV (su padre)     | (¿-1665)                 | (¿-1665)                 | Carlos II   |
| Príncipes de Gerona (Reino de España)     |  |                                                  |                          |                          |                          |             |
| 19.º                                      |  | Felipe de Borbón Borbón (n. 1968)                | Juan Carlos I (su padre) | 22 de enero de 1977      | 19 de junio de 2014      | Felipe VI   |
| 20.º                                      |  | Leonor de Borbón Borbón (n. 2005)                | Felipe VI (su padre)     | 19 de junio de 2014      | titular                  |             |